# Гіпертекстова література
Гіпертекстова література — різновид літературного мистецтва, яка характеризується нелінійною подачею тексту, що зумовлює велике розмаїття прочитань одного й того ж літературного тексту. Гіпертекстова література є мистецьким явищем, що належить до мережевої (віртуальної) літератури.
У 1960-х Теодор Нельсон публікує ряд праць, серед яких однією з найвизначніших є «Literary Machines». Дослідження Т. Нельсона особливі тим, що саме в них уперше зустрічаємо термін «гіпертекст», який він визначив як «непослідовне письменство» («non-sequential writing»). У контексті літературної теорії варто розуміти «гіпертекст» як віртуально можливий спосіб організації даних, який дозволяє перехід від одного документа чи його фрагмента до іншого, що реалізовується за допомогою певних мов розмітки та програмування. Гіпертекст виступає в ролі організуючої технології, засобом якої в мережі (або в межах «пам'яті» окремої користувацької машини чи окремого носія інформації) можливо зробити доступними кожному користувачеві певні інформаційні одиниці. Попри це в мережі виділяються надбудови, які відрізняються від основи: передовсім це випадки використання гіпертексту з естетичною метою (т.зв. «літературний гіпертекст»). Гіпертекст як технологія може використовуватись і в інших видах мистецтва — у малярстві, у музиці, у кінематографі — як нелінійний спосіб подачі інформації. Проте існують й інші надбудови, які творяться значно складнішими засобами, оснащені мультимедійними елементами (звук, рухоме зображення, засоби управління), серед яких передовсім ми виділяємо т.зв. віртуальну зорову поезію. Отже, сьогодні основою «віртуальної літератури», як і результату будь-якої іншої галузі людської діяльності, що існує у віртуальності, є технологія гіпертексту.
Типовим зразком нелінійних текстових структур може служити звичайний словник, кожна стаття якого є рівноправним членом його парадигми, хоча й містить у собі посилання на інші статті, котрі в індивідуальному читацькому сприйнятті можуть виявитися вторинними відносно першої. За аналогом до такої структури збудований роман-лексикон сербського письменника М.Павича (М.Павић) «Хазарски речник», який складається з трьох рівнозначних «версій», які містять подібні статті, кожна з яких відсилає або ж до своїх іншоверсійних варіантів, або ж до суміжних за змістом статей. Гіпертекстовий характер цього роману-лексикону проте не стоїть на заваді видруку його тексту, оскільки його текст імітує традиційну форму словника, здавна публікованому в книжковій формі. Натомість, існують тексти (як, наприклад, згаданий роман Р. Новаковського «Koniec świata według Emeryka»), що не можуть бути адекватно відтворені на папері, оскільки не мають наперед установленої послідовності частин, а автор не подав жодного організуючого параметру, на підставі якого можна було б установити лінійну версію цього тексту.
Варто вказати на два підтипи — власне гіпертекст та «протогіпертекст», який позначає масив творів, що не були реалізовані за посередництвом технології гіпертексту, однак володіють відповідними рисами. До таких належать окремі твори В. Т. А. Гофмана (W.T.A.Hoffmann), Л. Стерна (L.Sterne), Ф. Кафки (F.Kafka), І. Кальвіно (I.Calvino), В. Набокова (V.Nabokov), Дж. Фаулза (J.Fowles), уже згадуваного М.Павича тощо. До власне гіпертекстових літературних зразків варто віднести М. Джойса (M.Joyce) «afternoon, a story», Дж. Морісі (J.Morrisey) і Л .Теллі (L.Telley) «My Name is Captain, Captain», Dr Muto «Tramwaje w przestrzeniach zespolonych», Ш.Джексон (Sh.Jackson) «Patchwork-Girl», Дж. Маллой (J.Malloy) i К. Маршал (C.Marshall) «Forward Anywhere», Р.Новаковського (R.Nowakowski) «Koniec świata według Emeryka», А. Роберта (A.Robert) «A Further Xanadu», С. Схути (S.Shuty) «Blok», О. Коцарева «Квітневі тести» тощо.

## Дослідження наративу віртуальної літератури
Встановлення початкових векторів дослідження специфіки наративу віртуальної літератури повинно опиратися на такі головні засади:
1. Врахування глибоко закоріненої незмінної залежності літературного тексту віртуальної літератури від свого носія. Підкреслимо, що носій тексту в контексті віртуальної літератури не може бути підмінений без суттєвої втрати в структурі тексту, тоді як деякі інші носії допускають певну варіативність, для прикладу, усний фольклорний текст та його фіксація на письмі. Хоча навіть у цьому випадку простежується втрата певних специфічних рис тексту до тієї міри, що, на нашу думку, з теоретико-літературного погляду не доводиться говорити про ідентичні тексти-результати двох різних типів діяльності — усної оповіді мовця та її фіксації за допомогою мовної графіки на папері. Вивчаючи в широкому контексті проблему залежності наративу та носія, американських наратолог Д.Герман говорить про різницю між усним та писемним мовленням у кодуванні інформації, що може бути спроектовано як модель відношень в процесі зіставлення писемного мовлення в реальності та віртуальності.
2. Врахування особливостей співпраці людини-читача-інтерпретатора та машини (комп'ютера, комп'ютерної мережі та інших пристроїв і їх комплексів), яка представляє текст, що враховує, по-перше, вміння та навички користувача; по-друге, загальну доступність системи, в середовищі якої читається текст; по-третє, характеристики машини та її можливості в процесі відтворення тексту. У цьому випадку варто також врахувати системні вимоги та можливості машини в застосуванні таких традиційно позатекстових вкраплень в літературний текст як графіка, аудіо- та відеокомпоненти, оформлення площини, в якій представляється читачеві текст тощо.
3. Врахування ролі усвідомлення читачем прихованих та ймовірно реалізованих у читаному ним тексті можливостей комп'ютерної системи, що також включає усвідомлення читачем можливостей побудови тексту, відмінного від того тексту, який був збудований ним в процесі його індивідуального прочитання.